# Rue Lamandé
La rue Lamandé est une voie située dans le quartier des Batignolles du 17e arrondissement de Paris.

## Situation et accès
La rue Lamandé est desservie par la ligne 2 à la station Rome.

## Origine du nom
Elle porte le nom de l'ingénieur français François Laurent Lamandé (1735-1819). 

## Historique
Ancienne « rue Sainte-Marie » de la commune des Batignolles en raison du voisinage de l'église Sainte-Marie, elle est classée dans la voirie de Paris par décret du 23 mai 1863 avant de prendre sa dénomination actuelle par décret du 24 août 1864.

## Bâtiments remarquables et lieux de mémoire
- No 15 : École polonaise de Paris.